# Claude de Savoie
Claude de Savoie, né le 7 mars 1507 et mort le 23 avril 1566 au château de Cadarache (Saint-Paul-lès-Durance), est un gouverneur et grand sénéchal de Provence du 31 mars 1525 à sa mort. Au cours des trente dernières années de sa vie il appuie et protège les protestants, notamment en son comté de Tende.

## Biographie

### Origine
Claude est le fils aîné de René de Savoie, dit le « Grand bâtard de Savoie », comte de Villars et de Tende, et de son épouse Anne Lascaris, comtesse de Tende. Il naît le 7 mars 1507. Son enfance nous est inconnue.
Le 1er octobre 1520, il est présenté par son père aux États de Provence afin de le proposer à sa succession à la charge grand sénéchal. Il n'a alors qu'environ treize ans. En réalité, il n'obtient le titre que lors de sa majorité, avec la confirmation le 31 mars 1525, et à la mort de son père et le 19 avril 1542.

### Carrière
Il est fait amiral des mers du Levant, chevalier de l’ordre de Saint-Michel en 1532. Claude de Savoie combat les Vaudois sur ordre du roi de France.
En 1534, il est marié à Marie de Chabannes, fille de Jacques II de Chabannes de La Palice et Marie de Melun.
Il combat les troupes de l'Empereur. Durant son éloignement, il laisse le comte de Grignan ou des lieutenants du roi gérer les terres de Provence. Claude de Savoie semble être à l'origine d'aménagement des fortifications de la ville d'Antibes, durant l'année 1541. Il accompagne ensuite le Dauphin, Henri, dans la guerre en Roussillon au cours de laquelle est assiégée la ville de Perpignan.
Lors de l'avènement Henri II en 1547, Claude de Savoie et sa mère, Anne Lascaris, rendent hommage au nouveau roi de France. Il obtient en juillet le comté de Beaufort pour une durée de neuf années.

### Orientation religieuse
Par contrat 19 août 1539, il épouse en secondes noces, Françoise de Foix-Candale, issue d'une branche cadette de la Maison de Grailly. Elle est la fille de Jean de Foix-Candale, vicomte de Meille, et d'Anne de Villeneuve, marquise de Trans,. En 1540, son frère, Honorat épouse la cousine germaine de cette dernière, Jeanne-Françoise de Foix, fille unique et héritière d'Alain de Foix. Claude achète alors le château de Marignane pour Françoise et ils s'y installent tous deux. Sa nouvelle femme l'amène à la religion réformée,,. Cette orientation l'amène à participer depuis Marignane aux guerres de Religion qui secouent le royaume de France à cette période.
Dès 1540, Claude de Savoie prend la défense des protestants, désobéissant ainsi au roi de France. En 1545 à Cabrières-d’Avignon où les Vaudois se sont  réfugiés, il tente  d’éviter les massacres. Occupé à diverses guerres, Claude laisse la conduite de son comté à son épouse Françoise, dont le guide spirituel est huguenot. Dès 1550, un culte est célébré à l’intérieur ainsi qu’à l’extérieur du château tandis qu’un ancien moine converti, Galaterio de Caraglio, appelé par le comte et doté d’une grande puissance de persuasion, convertit une partie de la population. Dans les années 1560, Claude intervient à plusieurs reprises en faveur des protestants de Vence, exigeant que les consuls acceptent en leur sein deux protestants. En 1563, il envoie une supplique au duc Emmanuel-Philibert pour défendre la liberté de conscience ou liberté religieuse. 
En juin 1562, son cousin, le duc de Savoie Emmanuel-Philibert, s'agace d'ailleurs de ce choix à travers une lettre : « si la malice d'aucuns vous a détournée de la bonne voie, je vous exhorte et interpelle comme bon parent et ami de suivre et reprendre le droit chemin ».
La tension entre les deux parents n'empêche pas le duc de placer Claude de Savoie et ses descendants mâles dans l'ordre de succession au duché de Savoie par lettres patentes de 1562 à 1563.

### Mort et succession
Le 27 juillet 1563, il rédige son testament dans son château de Villeneuve. Il lègue à sa femme l'usufruit à sa seconde femme, et institue son fils Honoré Ier, issu du premier mariage, comme « héritier universel concurremment avec René, baron de Cipières », son demi-frère.
Claude de Savoie meurt le 23 avril 1566, au Caderache, actuelle commune de Peyrolles-en-Provence. Son corps est inhumé dans l'église de la Commanderie d'Aix-en-Provence.

## Famille
Claude de Savoie épouse, le 10 mai 1534, Marie de Chabannes. Ils ont :
- Henri.
absent chez Guichenon.
- Honoré/Honorat (1538-1572), comte de Sommerive et de Tende, gouverneur et grand sénéchal de Provence.
- René, baron de Cypierre.
Guichenon indique qu'il est mort sans lignée. Panisse-Passis le donne comme issu du second lit[10]).
- Renée († 1587), épouse Jacques d'Urfé, dont Anne et Honoré.

Le 19 août 1539, il épouse en secondes noces Françoise de Foix-Candale. Ils ont une fille :
- Anne († apr. 1593)[13]. En 1556, elle épouse en premières noces Jacques de Saluces († 1569), seigneur de Cardé ; puis en secondes noces, Antoine de Clermont d'Amboise, marquis de Reynel (assassiné en août 1572 par son cousin Bussy) ; et enfin, en 1573, en troisième noces, Georges de Clermont d'Amboise († vers 1581), cousin germain d'Antoine, marquis de Gallerande[13].

Henri de Panisse-Passis tout comme Amédée de Foras, auteur de l'Armorial et nobiliaire de l'ancien duché de Savoie, signalent l'existence d'un fils naturel avec N., dame Polonia, nommé Annibal, seigneur de Pignans, père d'Henri et grand-père de Gaspard de Tende. Il pourrait s'agir d'une erreur, les Tende de Pignans descendant, plus probablement, directement des Lascaris dits de Tende[réf. nécessaire].